# Kristina Malmio
Kristina Malmio, född 1962, är en finländsk litteraturvetare.
Kristina Malmio utbildade sig i litteraturvetenskap vid Åbo akademi och tog en licentiatexamen. Hon disputerade på Helsingfors universitet 2005 med avhandlingen Ett skrattretande (för)fall.
Hon blev docent vid institutionen för nordiska språk vid Helsingfors universitet från 2006.
Kristina Malmio utsågs i juni 2022 till professor i nordiska språk vid Finskugriska och nordiska avdelningen vid Helsingfors universitet.